# Willi Padge
Willi Padge (Mölln, 4 de octubre de 1943-Höxter, 17 de septiembre de 2023) fue un deportista alemán que compitió para la RFA en remo como timonel.
Participó en los Juegos Olímpicos de Roma 1960, obteniendo una medalla de oro en la prueba de ocho con timonel. Ganó una medalla de oro en el Campeonato Europeo de Remo de 1959.

## Palmarés internacional
| Representando al Equipo Alemán Unificado |                 |                |                  |
| Juegos Olímpicos                         |                 |                |                  |
| Año                                      | Lugar           | Medalla        | Prueba           |
| 1960                                     | Roma (Italia)   | Medalla de oro | Ocho con timonel |
| Representando a la RFA                   |                 |                |                  |
| Campeonato Europeo                       |                 |                |                  |
| Año                                      | Lugar           | Medalla        | Prueba           |
| 1959                                     | Mâcon (Francia) | Medalla de oro | Ocho con timonel |